# باشا موكيرجي
باشا موكيرجي (من مواليد 1995) طبيبة وملكة جمال إنجليزية من أصول هندية، والتي عندما شاركت في مسابقة ملكة جمال إنجلترا 2019 في 2 أغسطس 2019 التي عقدت في نيوكاسل أبون تاين، ممثلة ديربي، حيث فازت بلقب ملكة جمال إنجلترا 2019. توجت من قبل حاملة اللقب السابق أليشا كواي، وستمثل إنجلترا في مسابقة ملكة جمال العالم 2019 في لندن.

## نشأتها
ولدت باشا موكيرجي في الهند. انتقلت عائلتها إلى المملكة المتحدة عندما كانت في التاسعة. حصلت على درجتي البكالوريوس الكاملتين: الأولى في العلوم الطبية والأخرى في الطب والجراحة من جامعة نوتنغهام.

## الروابط الخارجية
- باشا موكيرجي على إنستغرام

| الجوائز و الإنجازات | الجوائز و الإنجازات    | الجوائز و الإنجازات |
| ------------------- | ---------------------- | ------------------- |
| سبقه أليشا كواي     | ملكة جمال إنجلترا 2019 | تبعه TBA            |